# Ezetimiba
A ezetimiba é um fármaco usado para tratamento de dislipidemias, visando a redução dos níveis de colesterol e lipídios no sangue. Seu mecanismo de ação é reduzir a absorção de colesterol no intestino. Pode ser usada isoladamente quando outras medicações para reduzir o colesterol não são toleradas, ou em conjunto com estatinas (p.ex. ezetimiba/sinvastatina) quando os níveis de colesterol não são adequadamente controlados com estatinas somente. o medicamento é comercializado pela Schering-Plough e pela Merck Sharp and Dohme com os nomes Ezetrol, Zetia e Ezemibe e pela Libbs e Medley em associação com a rosuvastatina com o nome de Plenance EZE e Zinpass EZE. A ezetimiba foi o primeiro inibidor seletivo da absorção intestinal do colesterol a ser descoberto.